# William N'Jo Léa
Éric William N'Jo Léa, conosciuto semplicemente come William N'Jo Léa (Parigi, 15 luglio 1962), è un ex calciatore francese, di ruolo attaccante.

## Biografia
È figlio di Eugène N'Jo Léa, nativo del Camerun ed anch'egli era stato un calciatore.

## Carriera
Formatosi nel Besançon, entra a far parte della prima squadra dei rossoblù a partire dal 1981. Con il club borgognone militanella serie cadetta francese, e dopo una prima annata senza reti si fa notare nella seconda mettendo a referto tredici reti.
Nella stagione 1983-1984 sale di categoria, ingaggiato dal Brest. Esordisce nella massima serie francese il 20 luglio 1983 contro il Tolone. Con i bretoni ottenne il diciassettesimo posto finale.
L'anno seguente passa al Paris Saint-Germain, con cui ottenne il tredicesimo posto in campionato e perse la finale, in cui non fu impiegato, della Coppa di Francia 1984-1985.
Dal 1985 al 1988 è in forza al Lens, con cui ottenne come miglior piazzamento il quinto posto nella Division 1 1985-1986, mentre la miglior stagione personale con l'RCL fu la seconda, dove risultò il miglior marcatore del suo club con 12 reti in tutte le competizioni. Nell'ultima stagione perse il posto da titolare nei confronti di Chérif Oudjani. Con i "Sangue e Oro" ha giocato un incontro nella Coppa UEFA 1986-1987, ai trentaduesimi di finale, persi contro i futuri finalisti del Dundee Utd.
Nella Division 1 1988-1989 è in forza al Caen, con cui ottenne il sedicesimo posto in campionato. Chiuse la carriera agonistica con i normanni, ritirandosi a 27 anni.